# Mbed TLS
mbed TLS（原PolarSSL）是为嵌入式设备而开发的一个TLS协议的轻量级实现。其旨在令低性能的嵌入式设备也能流畅运行TLS协议；其API的实现旨在简单易用。
mbed TLS 虽然是为嵌入式设备而开发，但它也能被用于其他各种平台，因此也常常被用作OpenSSL的一个轻量级替代。